# Brillant et mat
Pour les articles homonymes, voir Brillant.

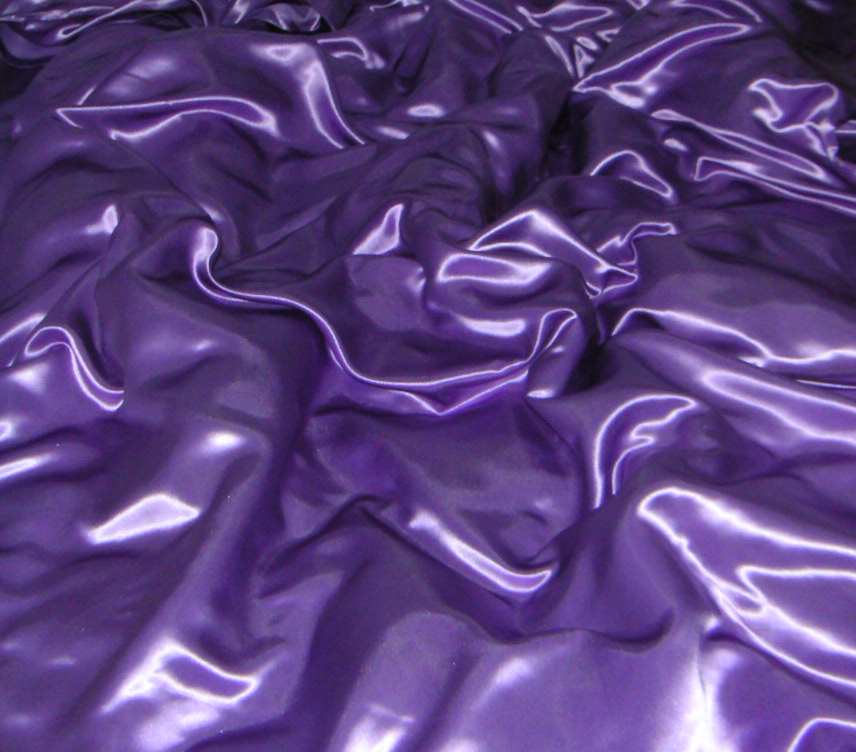
Tissu brillant : satin.

Le brillant et le mat sont des caractéristiques opposées d'une couleur, que la colorimétrie mesure par la différence entre la réflexion diffuse et la réflexion spéculaire d'une surface.
La lumière se reflète dans une couleur brillante, alors que l'aspect d'une couleur idéalement mate est identique dans toutes les directions d'observation et de lumière.
Les peintures prévues pour la décoration se vendent en qualité mate ou brillante. En jargon professionnel, on parle de gloss.

## Propriété des couleurs
Le brillant ou la matité est une qualité de l'apparence visuelle des surfaces, au même titre que la couleur, dont elle ne se détache pas aisément.
« On était pimpant, lustré, moiré, mordoré, voltigeant, mignon, coquet, ce qui n'empêchait pas d'avoir l'épée au côté », écrit Victor Hugo dans Les Misérables.
Les trois adjectifs lustré, moiré, mordoré, qualifient l'aspect du vêtement des personnes décrites. Lustré implique un reflet diffus, moiré une couleur changeante selon l'angle, et  mordoré une couleur sombre à reflets dorés.
La colorimétrie a concentré son effort sur la caractérisation des rayonnements lumineux sans se soucier de l'aspect brillant ou mat de la couleur. Les noms et adjectifs de couleur ne s'y appliquent pas explicitement : il n'en existe pas qui s'applique exclusivement à une couleur de l'une ou l'autre sorte. Ce n'est pas le cas en japonais. De même, le latin distinguait le blanc mat, albus, du blanc brillant candidus, aussi bien que le noir mat  ater que le noir brillant niger.

## Évaluation
Le brillant sensoriel s'évalue sans mesure, en examinant si on peut voir en reflet sur la surface, une image comme la croisée d'une fenêtre. Plus celle-ci est nette et contrastée, plus la surface est brillante. On peut ainsi classer des échantillons.
Les mesures du brillant objectif s'effectuent en éclairant la surface avec une source ponctuelle, et en mesurant la luminance à des angles fixés par une convention.
Une surface peut présenter des brillants différents selon l'orientation de la mesure. C'est le cas par exemple des tissus de satin. Ces variations, et d'autres, plus directement rattachées à la distinction difficile entre réflexion spéculaire et réflexion diffuse, font que les évaluations de brillant ne donnent une cote utilisable que pour des surfaces de même nature. On compare un papier avec un papier, une peinture automobile avec une peinture automobile.

### Difficultés de la caractérisation
Les praticiens de l'éclairage ont en général une bonne notion de la brillance des objets, et en tirent les conséquences nécessaires pour leur art. Mais il est très difficile de donner des caractéristiques numériques qui permettraient de comparer deux surfaces sur catalogue.
Définir le brillant comme la différence entre la réflexion diffuse et la réflexion spéculaire implique que l'on sache faire la différence entre les deux.
Dans l'examen visuel du matériau avec une croisée de fenêtre, cette différence suppose que ce que l'on voit est l'image nette de la fenêtre, produite par la réflexion spéculaire, à laquelle se superpose un voile uniforme produit par la réflexion diffuse. Cependant, la plupart du temps, ce que l'on voit est l'image floue et voilée de la croisée.
Dans la plupart des matériaux, il n'y a pas à proprement parler de réflexion spéculaire. À un certain angle, qui n'est pas forcément égal à l'angle d'incidence de la lumière, la réflexion atteint un maximum.
La comparaison du brillant de deux états de surface requiert ainsi une assez grande quantité de données, supérieure à celles nécessaire pour caractériser une source primaire, et constitue au début du XXIe siècle, un domaine de recherche d'autant plus important que la production de surfaces (comme les peintures) devient indépendante de la production des objets qu'elles couvrent (comme les automobiles).

## Matières mates et brillantes
La matité d'une peinture dépend de son état de surface. La rugosité s'associe généralement à la matité. On l'obtient en associant au liant des charges quand la granularité de pigment lui-même est insuffisante. Pour éviter l'opacité, qui empêche d'atteindre la profondeur de coloration, on formule les peintures avec des mélanges de charges comme le talc ou les silices synthétiques. La contraction des vernis lors du séchage favorise aussi la matité (PRV2). La peinture métallisée utilisée pour les automobiles augmente le brillant par l'inclusion dans une peinture transparente de fines plaquettes métalliques.
Le mode de tissage et de préparation influe sur la brillance d'un tissu. Le satin et le bazin obtiennent un aspect brillant par des moyens radicalement différents.

## Indice de brillance
Le terme anglais  gloss désigne souvent un indice de brillance d'un vernis dans les applications de vernis et de peintures dans les domaines de l'ameublement et de l'automobile. Plusieurs normes internationales définissent la méthode pour calculer ces indices. On mesure la réflexion spéculaire avec un angle de 60° par rapport à la perpendiculaire, la source lumineuse et l'appareil de mesure symétriques par rapport à cette direction. Ce taux exprimé en pourcents est l'indice de brillant s'il est compris entre 10 et 70 %. S'il est supérieur, on refait la mesure avec un angle de 20° ; s'il est inférieur, on le refait avec une lumière rasante avec une incidence de 85°. Ces angles ne s'appliquent pas à la céramique, pour lesquelles on mesure la réflexion spéculaire à 45°, ni au papier pour lequel l'angle est de 75°. La différence de brillant juste perceptible entre deux surfaces correspond à une différence d'indice d'environ 5
Plus l'indice est élevé plus le vernis est brillant. On les classe généralement de la manière suivante[réf. souhaitée] :
- plat (ultra mat) : 1-9% gloss
- mat : 10-19% gloss
- coquille d'œuf : 20-29% gloss
- satiné : 30-45% gloss
- semi-brillant : 46-69% gloss
- brillant : 70-89% gloss

Ce classement change en fonction des fabricants et des angles de mesure par un gloss-mètre. Cela fait aussi varier la couleur de la peinture ou la teinte du vernis.
L'indice ne représente pas, à lui seul, l'aspect brillant d'une surface. Des effets comme l'aspect de peau d'orange et le voile changent le rendu visuel et l'indice, mais pas généralement dans le même sens. L'industrie propose des appareils qui mesurent la netteté de la réflexion. D'autre part, on perçoit toujours les surfaces sombres comme plus brillantes, à indice de brillant égal.
L'indice est insuffisant pour caractériser la matité d'une surface. Une surface mate idéale est un diffuseur parfait. Sa luminosité ne dépend pas de l'angle d'observation. Pour s'en assurer, il faudrait mesurer dans toutes les directions

## Arts graphiques
En peinture artistique, comme en tirage photographique, la surface brillante, lisse, permet un travail plus précis et des couleurs profondes, avec l'inconvénient que la surface polie reflète les sources de lumière, ce qui perturbe lorsque l'éclairage se trouve mal placé.
En peinture artistique, on emploie plutôt le terme luisant que brillant pour décrire l'aspect l'aspect d'une peinture ou d'une touche par opposition à l'aspect mat. La peinture à l'huile fine est normalement brillante.